# 欧特 (索姆省)
欧特（法語：Autheux，法語發音：[otø]）是法国上法蘭西大區索姆省的一个市镇，属于亚眠区。

## 地理
欧特（50°8'36"N, 2°13'47"E）面积8.27 平方千米，位于法国上法蘭西大區索姆省，该省份为法国北部沿海省份，北起加来海峡省和北部省，西接滨海塞纳省和大西洋英吉利海峡，南至瓦兹省，东临埃纳省。
与欧特接壤的市镇（或旧市镇、城区）包括：乌特勒布瓦、贝尔纳维尔、布瓦贝格、菲安维莱尔、埃姆-阿尔丹瓦勒。

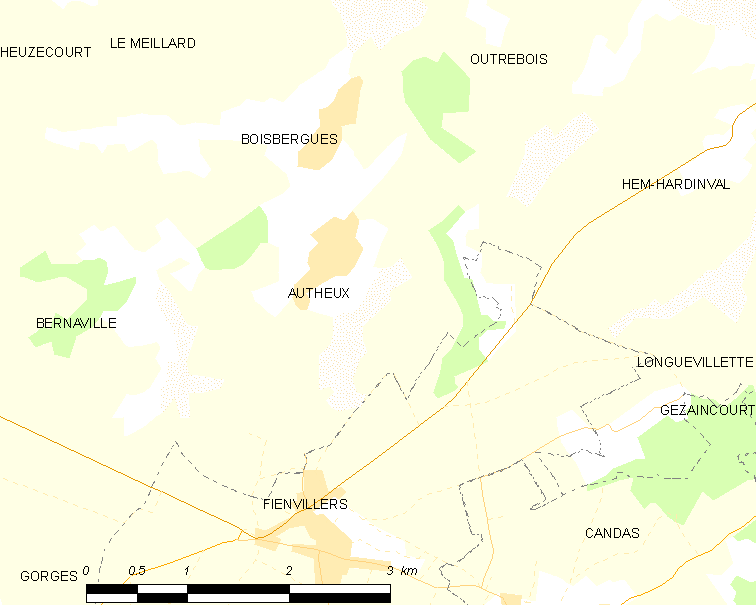
的OSM定位图

欧特的时区为UTC+01:00、UTC+02:00（夏令时）。

## 行政
欧特的邮政编码为80600，INSEE市镇编码为80042。

## 政治
欧特所属的省级选区为杜朗县。

## 人口

1962-2008年间人口变化图示

欧特于2022年1月1日时的人口数量为121人。